# Ламбракис, Христос
Христос Ламбракис (греч. Χρήστος Λαμπράκης, 24 февраля 1934 , Афины — 21 декабря 2009 , Афины) — греческий предприниматель, медиамагнат, владелец и президент издательской компании Lambrakis Press Group (греч. Δημοσιογραφικός Οργανισμός Λαμπράκη, ΔΟΛ).

## Биография
Родился в Афинах в семье издателя Димитриоса Ламбракиса, владельца компании Lambrakis Press. Образование получил в Великобритании и Швейцарии.
В период 1954—1957 годов трудился журналистом газеты «То Вима», а также редактором журнала «Ταχηδρομος». В 1957 после смерти отца Ламбракис возглавил Lambrakis Press. Когда в 1970 Lambrakis Press стала целиком частной компанией, Христос Ламбракис стал её единоличным руководителем. В последние годы в холдинг Lambrakis Press Group входили несколько греческих газет и журналов, а также телеканал «Mega TV». Благодаря Ламбракису стали известными несколько греческих журналистов, среди них и Никос Какаунакис.
В 1997 Lambrakis Press Group запустила один из самых влиятельных порталов в греческом интернет-пространстве in.gr.
Христос Ламбракис был главой исследовательского центра Lambrakis Research Foundation, общества Любителей музыки, спонсором и президентом Афинского концерт-холла «Мегарон».
В декабре 2009 года Ламбракиса из-за проблем с сердцем госпитализирован в медицинском центре Онассиса, где он скончался 21 декабря. Ламбракис никогда не был женат, и не имеет прямых наследников.
Христос Ламбракис стал человеком-легендой в возрасте 50 лет и до последних дней имел немалое влияние на экономическую, политическую и социальную сферу жизни греческого общества.